# Hans Götz
Hans Götz (2 de junio de 1919 en Stuttgart, Alemania – 4 de agosto de 1943 en Karachev, Rusia) fue un as de avión caza de la Luftwaffe. Recibió la Cruz de Caballero de la Cruz de Hierro durante Segunda Guerra Mundial. Hans Götz fue acreditado con 82 victorias en 600 misiones de combate. Reclamó tres victorias sobre el Frente Oriental.

## Premios
- Ehrenpokal der Luftwaffe (10 de noviembre de 1941)[1]
- Cruz alemana en Oro el 2 de julio de 1942 como Oberleutnant en el I./Jagdgeschwader 54[2]
- Cruz de Caballero de la Cruz de Hierro el 23 de diciembre de 1942 como Oberleutnant y piloto en el 2./Jagdgeschwader 54[3][Note 1]

### Citas
1. ↑  Obermaier 1989, p. 119.
2. ↑  Patzwall & Scherzer 2001, p. 143.
3. ↑  Fellgiebel 2000, p. 198.
4. ↑  Scherzer 2007, p. 340.